# پاتریک کاپ
پاتریک کاپ (انگلیسی: Patrick Kapp؛ زادهٔ ۲۰ ژوئیهٔ ۱۹۹۷) بازیکن فوتبال اهل آلمان است.
از باشگاه‌هایی که در آن بازی کرده‌است می‌توان به باشگاه فوتبال سوشو اشاره کرد.